# 나가타니촌 (시마네현)
나가타니촌(長谷村)은 시마네현 오치군에 설치되었던 촌이다. 현재의 고쓰시, 하마다시에 해당한다.